# 藤井誠司
藤井 誠司（ふじい せいじ、1913年1月16日 - 1997年10月4日）は、日本の経営者。不二家社長、会長を務めた。神奈川県横浜市出身。

## 経歴・人物
1930年に日本大学第三中学校を卒業し、同年に不二家に入社。副社長を経て、1948年に社長に就任し、1969年5月には会長に就任。
キャラクターの「ペコちゃん」と「ポコちゃん」を考案した。
1997年10月4日、呼吸不全のために死去。84歳没。